# Paskvil

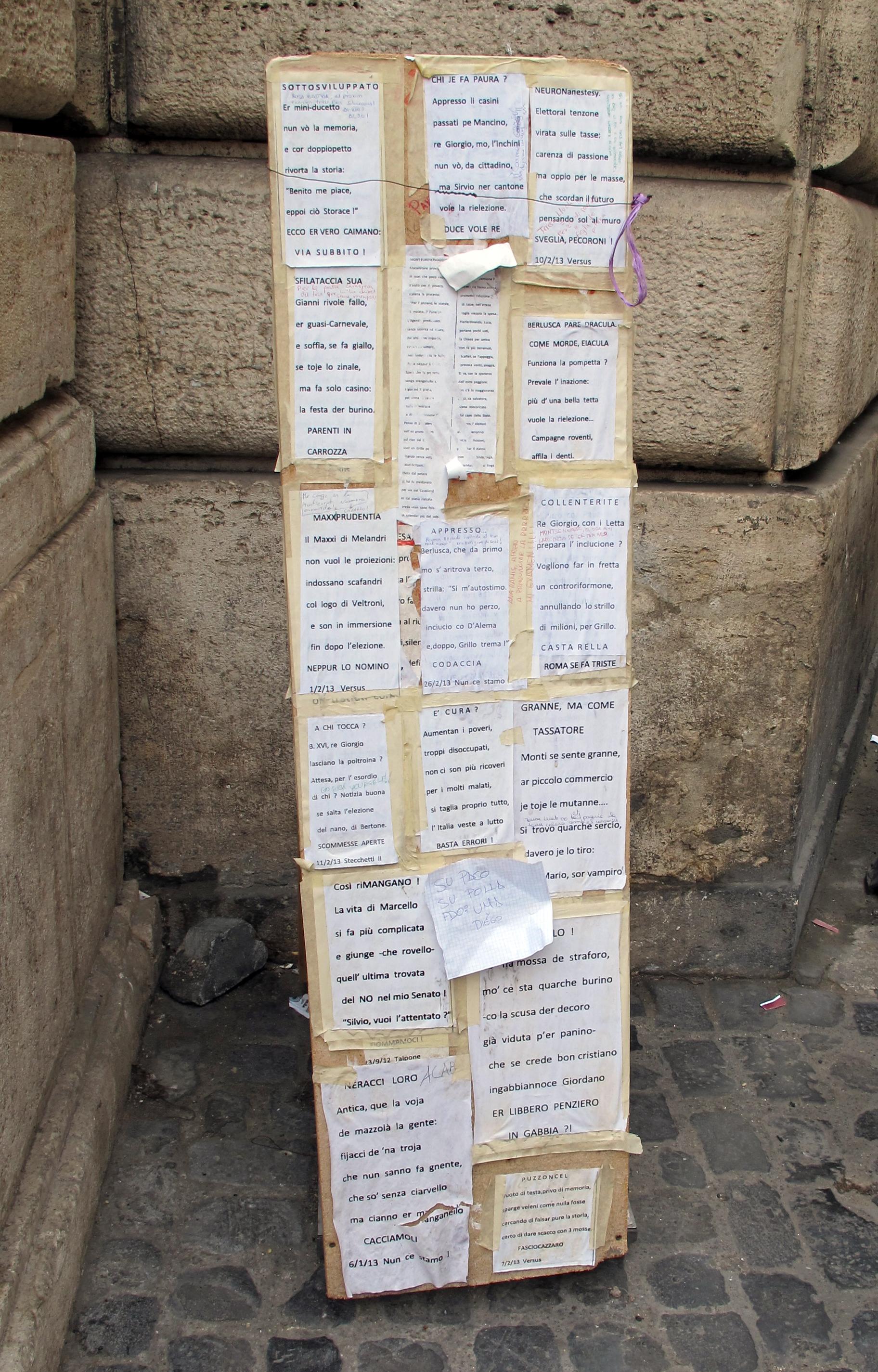
Římské paschinády

Paskvil je slovo, jež v dřívějších dobách označovalo nějaké umělecké dílo (kniha, píseň, báseň), které mělo útočný, urážlivý či výsměšný ráz a bylo namířeno proti někomu či něčemu konkrétnímu, mělo často protestní či manifestační povahu.
V dnešním jazykovém kontextu se zpravidla jedná o výraz pro nepodařenou napodobeninu nějakého díla, karikaturu původní předlohy, nesourodé či zpackané umělecké i jiné dílo apod.
Slovo s mírným posunem původního významu ale někdy vyjadřuje expresivní či pejorativní termín znamenající výsměch, pohanu, potupu, uměleckou porážku apod.
Při jeho konkrétním použití je vždy třeba pečlivě vážit celkový kontext příslušného sdělení.